# NGC 4708
NGC 4708 é uma galáxia espiral (Sab) localizada na direcção da constelação de Virgo. Possui uma declinação de -11° 05' 37" e uma ascensão recta de 12 horas, 49 minutos e 41,6 segundos.
A galáxia NGC 4708 foi descoberta em 11 de Março de 1788 por William Herschel.